# Artur Kuciapski
Artur Kuciapski (ur. 26 grudnia 1993) – polski lekkoatleta, średniodystansowiec. 
W 2012 bez powodzenia startował na mistrzostwach świata juniorów w Barcelonie. Nie udało mu się awansować do finału 800 metrów podczas młodzieżowych mistrzostw Europy w Tampere (2013). W 2014 zdobył srebrny medal podczas czempionatu Europy w Zurychu. Rok później w Tallinnie został młodzieżowym mistrzem Europy. Wystartował także w mistrzostwach świata, ale odpadł w biegu eliminacyjnym. Sezon 2016 stracił z powodu kontuzji. W 2017 wystąpił po raz pierwszy na IAAF World Relays, gdzie w składzie z Marcinem Lewandowskim, Adamem Kszczotem i Mateuszem Borkowskim wywalczył brązowy medal w biegu rozstawnym 4 × 800 metrów.
Złoty (2013) i brązowy (2014 oraz 2015) medalista mistrzostw Polski seniorów w biegu na 800 metrów. Na tym samym dystansie w halowych mistrzostwach kraju zdobył dwukrotnie srebro (2013 i 2017) oraz brąz (2014), w 2017 zdobył także srebrny medal w sztafecie 4 × 200 metrów. Zawodnik ma na swoim koncie także srebro młodzieżowych mistrzostw Polski (2013), złoto mistrzostw Polski juniorów na otwartym stadionie (2012) oraz złoto (2012) i dwa srebra (2010 & 2011) w hali.
W 2018 zdiagnozowano u niego zesztywniające zapalenie stawów kręgosłupa, po czym podjął on decyzję o rezygnacji z wyczynowego uprawiania sportu.

## Progresja wyników w biegu na 800 metrów
| Rok  | 2009    | 2010    | 2011    | 2012    | 2013    | 2014    | 2015    | 2017    |
| Czas | 2:00,89 | 1:55,04 | 1:52,41 | 1:49,33 | 1:48,15 | 1:44,89 | 1:45,21 | 1:46,28 |

## Osiągnięcia
| Rok  | Impreza                        | Miejsce   | Konkurencja             | Lokata     | Wynik   |
| ---- | ------------------------------ | --------- | ----------------------- | ---------- | ------- |
| 2012 | Mistrzostwa świata juniorów    | Barcelona | bieg na 800 metrów      | eliminacje | 1:53,95 |
| 2013 | Młodzieżowe mistrzostwa Europy | Tampere   | bieg na 800 metrów      | eliminacje | 1:53,50 |
| 2014 | Mistrzostwa Europy             | Zurych    | bieg na 800 metrów      | 2. miejsce | 1:44,89 |
| 2015 | Młodzieżowe mistrzostwa Europy | Tallinn   | bieg na 800 metrów      | 1. miejsce | 1:48,11 |
| 2015 | Mistrzostwa świata             | Pekin     | bieg na 800 metrów      | eliminacje | 1:49,22 |
| 2017 | IAAF World Relays              | Nassau    | sztafeta 4 × 800 metrów | 3. miejsce | 7:18,74 |
| 2017 | Uniwersjada                    | Tajpej    | bieg na 800 metrów      | 5. miejsce | 1:47,69 |

## Rekordy życiowe
- Bieg na 400 metrów (stadion) – 47,09 (6 września 2014, Biała Podlaska)
- Bieg na 800 metrów (stadion) – 1:44,89 (15 sierpnia 2014, Zurych) – 10. wynik w historii polskiej lekkoatletyki[4]
- Bieg na 800 metrów (hala) – 1:48,14 (19 lutego 2017, Toruń)
- Bieg na 1000 metrów (hala) – 2:23,96 (26 stycznia 2014, Spała)